# Liste biblischer Personen/R
Diese Liste biblischer Personen führt Eigennamen von Personen auf, die in der Bibel vorkommen. Sie ist nach dem Alphabet auf mehrere Seiten aufgeteilt. Angegeben sind jene Bibelstellen, in denen die Person zuerst genannt wird. Namen von Orten, Bergen, Flüssen, Seen, Meeren, Inseln, Heiligtümern, Ländern, Völkern finden sich in der Liste geographischer und ethnographischer Bezeichnungen in der Bibel. 

## R
| Name (dt.)         | Name (Urtext)                      | Bedeutung des Namens                                                                                             | Bibelstelle        | Person                                                |
| ------------------ | ---------------------------------- | --- | ------------------ | ----------------------------------------------------- |
| Raamja             | רַעַמְיָה raʿamjâ                      | unsicher, vllt. „JHWH hat gedonnert“                                                                             | Neh 7,7            | Heimkehrer aus dem Exil, auch Reelaja                 |
| Rabsaris           | רַב־סָרִיס raḇ-sārîsn                 | Bezeichnung für höhere Beamte, „Chef der Hofbeamten“, wörtlich: „Großer, der zu den Häupten [des Königs]“        | 2 Kön 18,17        | Gesandter des Königs von Assur                        |
| Rabschake          | רַב־שָׁקֵה raḇ-šāqê                    | „Oberster Mundschenk“                                                                                            | 2 Kön 18,17        | Gesandter des Königs von Assur                        |
| Raddai             | רַדַּי raddaj                         | unsicher, vllt. „[Gott] herrscht“ oder „[Gott] wirft nieder“                                                     | 1 Chr 2,14         | Sohn des Isai                                         |
| Rafa               | רָפָא rāp̄āʾ                          | „[Gott] hat geheilt“                                                                                             | 1 Chr 8,2          | fünfter Sohn Benjamins                                |
| Rafa               | רָפָא rāp̄āʾ und רָפַה rāp̄â             | „[Gott] hat geheilt“                                                                                             | 2 Sam 21,20 u. ö.  | Epytom von Refaim                                     |
| Rafa               | רָפַה rāp̄â                           | „[Gott] hat geheilt“                                                                                             | 1 Chr 8,37         | Benjaminiter, Nachkomme Sauls, auch Refaja            |
| Rafael             | Ραφαηλ Raphaēl                     | „Gott hat geheilt“                                                                                               | Tob 3,16           | Engel                                                 |
| Rafu               | רָפוּא rāp̄ūʾ                         | „der Geheilte“                                                                                                   | Num 13,9           | Benjaminiter, Vater des Kundschafters Palti           |
| Ragma              | רַעְמָה raʿmâ                         | unbekannt, verm. Ragmatum                                                                                        | Gen 10,7 u. ö.     | Sohn Kuschs, Urenkel Noachs                           |
| Raguël             | Ραγουηλ Raguēl                     | unsicher, vllt. „[mein] Freund ist Gott“ oder „Freund Gottes“ oder „Seid Freunde Gottes!“                        | Tob 3,7 u. ö.      | Vater der Sara                                        |
| Rahab              | רָחָב rāḥāḇ                          | „[JHWH] ist freigebig“, „[JHWH ] hat [den Mutterleib] weit gemacht“ oder „Haus am öffentlichen Platz“, „Bordell“ | Jos 2,1 u. ö.      | Dirne in Jericho                                      |
| Raham              | רַחַם raḥam                          | „[Gott] hat sich erbarmt“, „Erbarmen“                                                                            | 1 Chr 2,44         | Kalebiter, Sohn Schemas, Vater Jorkoams               |
| Rahel              | רָחֵל rāḥēl                          | „Mutterschaf“ | Gen 29,6 u. ö.     | Tochter Labans, Frau Jakobs                           |
| Raifan, auch Räfan | Ῥαιφάν Raiphán                     | unbekannt | Apg 7,43           | Gottheit, verm. identisch mit Saturn                  |
| Ram                | רָם rām                             | „[Gott/der Verwandte] ist erhaben“, „[Gott/der Verwandte] ist hoch“                                              | Rut 4,19 u. ö.     | Sohn Hezrons, Vater Amminadabs                        |
| Ram                | רָם rām                             | „[Gott/der Verwandte] ist erhaben“, „[Gott/der Verwandte] ist hoch“                                              | 1 Chr 2,25.27      | Judäer, Jerachmeeliter                                |
| Ram                | רָם rām                             | „[Gott/der Verwandte] ist erhaben“, „[Gott/der Verwandte] ist hoch“                                              | Hi 32,2            | Stammvater des Geschlechtes Elihus                    |
| Ramja              | רַמְיָה ramjâ                         | „JHWH ist hoch“, „JHWH ist erhaben“ oder „JHWH möge erheben“                                                     | Esr 10,25          | in Mischehe Lebender, Nachkomme Paroschs              |
| Reaja              | רְאָיָה rəʾājâ                        | „JHWH hat gesehen“                                                                                               | 1 Chr 4,2          | Judäer                                                |
| Reaja              | רְאָיָה rəʾājâ                        | „JHWH hat gesehen“                                                                                               | 1 Chr 5,5          | Rubenit                                               |
| Reaja              | רְאָיָה rəʾājâ                        | „JHWH hat gesehen“                                                                                               | Esr 2,47           | Tempelsklave                                          |
| Reaja              | רְאָיָה rəʾājâ                        | „JHWH hat gesehen“                                                                                               | Neh 7,50           | Tempelsklave                                          |
| Reba               | רֶבָע ræḇaʿ                          | unsicher, vllt. „viereckig“, „quadratisch“ oder Landname Rābiġ                                                   | Num 31,8 u. ö.     | König von Midian                                      |
| Rebekka            | רִבְקָה riḇqâ                         | unsicher | Gen 22,23 u. ö.    | Frau Isaaks                                           |
| Rechab             | רֵכָב reḵāḇ                          | „Reiter“ | 2 Sam 4,2 u. ö.    | Truppenführer Ischbaals                               |
| Rechab             | רֵכָב reḵāḇ                          | „Reiter“ | 2 Kön 10,15 u. ö.  | Vater Jonadabs                                        |
| Rechab             | רֵכָב reḵāḇ                          | „Reiter“ | Neh 3,14           | Vater Malkijas                                        |
| Reelaja            | רְעֵלָיָה rəʿēlājâ                     | unbekannt | Esr 2,2            | Heimkehrer unter Serubbabel, auch Raamja              |
| Refach             | רֶפַח ræp̄aḥ                          | unsicher, vllt. „an Gütern reich“, „angenehm“ oder „sprudeln“, „aufplatzen“                                      | 1 Chr 7,25         | Ephraimit                                             |
| Refael             | רְפָאֵל rəp̄āʾēl                       | „Gott hat geheilt“                                                                                               | 1 Chr 26,7         | Torwächter                                            |
| Refaja             | רְפָיָה rəp̄ājâ                        | „JHWH hat geheilt“                                                                                               | 1 Chr 3,21         | Nachkomme David                                       |
| Refaja             | רְפָיָה rəp̄ājâ                        | „JHWH hat geheilt“                                                                                               | 1 Chr 4,42         | Simeonit                                              |
| Refaja             | רְפָיָה rəp̄ājâ                        | „JHWH hat geheilt“                                                                                               | 1 Chr 7,2          | Isacharit                                             |
| Refaja             | רְפָיָה rəp̄ājâ                        | „JHWH hat geheilt“                                                                                               | 1 Chr 9,43         | Nachkomme Sauls                                       |
| Refaja             | רְפָיָה rəp̄ājâ                        | „JHWH hat geheilt“                                                                                               | Neh 3,9            | Verwaltungschef in Jerusalem, am Mauerbau Beteiligter |
| Regem              | רֶגֶם rægæm                          | unsicher, vllt „Stimme [Gottes]“ oder „Freund“                                                                   | 1 Chr 2,47         | Judäer                                                |
| Regem-Melech       | רֶגֶם מֶלֶךְ rægæm mælæḵ                | „Stimme des Königs“ oder „Freund des Königs“                                                                     | Sach 7,2           | Bote aus Bet-El                                       |
| Regu               | רְעוּ rəʿū                           | unsicher, vllt „[mein] Freund ist [Gott]“ oder „Freund [Gottes]“ oder „Seid Freunde [Gottes]!“                   | Gen 11,18 u. ö.    | Sohn Pelegs, Vater Serugs                             |
| Reguël             | רְעוּאֵל rəʿūʾēl                      | unsicher, vllt. „[mein] Freund ist Gott“ oder „Freund Gottes“ oder „Seid Freunde Gottes!“                        | Gen 36,4 u. ö.     | Sohn Esaus und der Basemat                            |
| Reguël             | רְעוּאֵל rəʿūʾēl                      | unsicher, vllt. „[mein] Freund ist Gott“ oder „Freund Gottes“ oder „Seid Freunde Gottes!“                        | Ex 2,18            | Schwiegervater Moses, auch Jitro                      |
| Reguël             | רְעוּאֵל rəʿūʾēl und דְּעוּאֵל dəʿūʾēl    | unsicher, vllt. „[mein] Freund ist Gott“ oder „Freund Gottes“ oder „Seid Freunde Gottes!“ bzw. „erkennt Gott!“   | Num 1,14 u. ö.     | Gaditer, Vater des Befehlshabers Eljasaf              |
| Rehabeam           | רְחַבְעָם rəḥaḇʿām                     | „Das Volk ist weit geworden“, „Das Volk hat sich verbreitet“, „der [göttliche] Onkel hat weit gemacht“           | 1 Kön 11,43 u. ö.  | König von Juda, Nachfolger Salomos                    |
| Rehabja            | רְחַבְיָהוּ rəḥaḇjāhū und רְחַבְיָה rəḥaḇjâ | „JHWH hat [den Mutterleib] weit gemacht“, „JHWH hat befreit“ oder „JHWH ist freigebig“                           | 1 Chr 23,17 u. ö.  | Levit, Sohn Eliësers                                  |
| Rehob              | רְחוֹב rəḥōḇ und רְחֹב rəḥōḇ           | „[JHWH] hat [den Mutterleib] weit gemacht“, „[JHWH] hat befreit“ oder „[JHWH] ist freigebig“                     | 2 Sam 8,3.12       | Rehob, Vater Hadad-Esers, des Königs von Zoba         |
| Rehob              | רְחוֹב rəḥōḇ und רְחֹב rəḥōḇ           | „[JHWH] hat [den Mutterleib] weit gemacht“, „[JHWH] hat befreit“ oder „[JHWH] ist freigebig“                     | Neh 10,12          | Levit unter Nehemia                                   |
| Rehum              | רְחוּם rəḥūm und רְחֻם rəḥum           | „[Gott] hat sich erbarmt“                                                                                        | Esr 2,2 u. ö.      | Befehlshaber, Begleiter Serubbabels                   |
| Rehum              | רְחוּם rəḥūm und רְחֻם rəḥum           | „[Gott] hat sich erbarmt“                                                                                        | Esr 4,8 u. ö.      | persischer Beamter in Samaria                         |
| Rehum              | רְחוּם rəḥūm und רְחֻם rəḥum           | „[Gott] hat sich erbarmt“                                                                                        | Neh 3,17           | Levit, am Mauerbau Beteiligter                        |
| Reï                | רֵעִי rēʿî                           | „[mein] Freund“                                                                                                  | 1 Kön 1,8          | Unterstützer Davids                                   |
| Rekem              | רֶקֶם ræqæm                          | „stricken“, „buntweben“                                                                                          | Num 31,8 u. ö.     | König von Midian                                      |
| Rekem              | רֶקֶם ræqæm                          | „stricken“, „buntweben“                                                                                          | 1 Chr 2,43f        | Kalebiter, Sohn Hebrons                               |
| Rekem              | רֶקֶם ræqæm                          | „stricken“, „buntweben“                                                                                          | 1 Chr 7,16         | Manassit, Sohn Schereschs                             |
| Remalja            | רְמַלְיָהוּ rəmaljāhū                   | unsicher, vllt. „JHWH hat geschmückt“ oder „sei erhöht, JHWH“ oder „JHWH ist wirklich erhöht“                    | 2 Kön 15,25 u. ö.  | Vater Pekachs                                         |
| Resa               | Ῥησά Pēsá                          | unklar | Lk 3,27            | Sohn Serubbabels                                      |
| Reschef            | רֶשֶׁף ræšæp̄                          | unsicher, vllt. „Blitz“, „Glut“                                                                                  | 1 Chr 7,25         | Ephraimit                                             |
| Reson              | רְזוֹן rəzōn                         | Personenname oder Titel „Fürst“                                                                                  | 1 Kön 11,23        | Widersacher Salomos                                   |
| Rëuma              | רְאוּמָה rəʾūmâ                       | unsicher, vllt. „die Erhöhte“, „die Hohe“ oder „Muschel“                                                         | Gen 22,24          | Nebenfrau Nahors, des Bruders Abrahams                |
| Rezin              | רְצִין rəṣîn                         | vllt. „Wohlgefallen haben“                                                                                       | 2 Kön 15,37 u. ö.  | König von Aram                                        |
| Rezin              | רְצִין rəṣîn                         | vllt. „Wohlgefallen haben“                                                                                       | Esr 2,48 u. ö.     | Vorfahr von Leviten, die mit Esra heimkehren          |
| Rhode              | Ῥόδη Ródē                          | „Rose“ | Apg 12,13          | Dienerin                                              |
| Ribai              | רִיבַי rîḇaj                         | „[Gott] führt einen Rechtsstreit“                                                                                | 2 Sam 23,29 u. ö.  | Vater eines Helden Davids                             |
| Rifat              | רִיפַת rîp̄at                         | unbekannt | Gen 10,3           | Sohn Gomers                                           |
| Rimmon             | רִמּוֹן rimmōn                        | unsicher, vllt. „Granatapfel“ oder „Donnerer“                                                                    | 2 Sam 4,2 u. ö.    | Vater Baanas und Rechabs                              |
| Rimmon             | רִמּוֹן rimmōn                        | „Donnerer“ | 2 Kön 5,18         | aramäische Hauptgottheit                              |
| Rinna              | רִִנָּה rinnâ                          | „Gegenstand jubelnder Freude“                                                                                    | 2 Chr 4,20         | Judäer                                                |
| Rizja              | רִצְיָא riṣjāʾ                        | „Wohlgefallen“, „der Wohlgefällige“, „der Angenehme“                                                             | 1 Chr 7,39         | Asserit                                               |
| Rizpa              | רִצְפָּה riṣpâ                         | „Glühkohle“ | 2 Sam 3,7 u. ö.    | Nebenfrau Sauls                                       |
| Rohga              | רָהְגָּה råhgâ                         | „heben“, „der veranlasst, dass es stark regnet“                                                                  | 1 Chr 7,34         | Asserit                                               |
| Romamti-Eser       | רֹמַמְתִּי עֶזֶר romamtî ʿæzær            | künstlicher Personenname, „ich erhöhte [deine] Hilfe“, „ich pries [deine] Hilfe“                                 | 1 Chr 25,4.31      | Levit                                                 |
| Rosch              | רֹאשׁ rōʾš                           | „Kopf“, „Haupt“                                                                                                  | Gen 46,21          | siebtältester Sohn Benjamins                          |
| Ruben              | ראוּבֵן rəʾūḇēn                      | unsicher | Gen 29,32 Offb 7,5 | Erstgeborener Sohn Jakobs                             |
| Rufus              | Ῥοῦφος Rûphos                      | „der Rothaarige“                                                                                                 | Mk 15,21           | Sohn Simon von Zyrenes                                |
| Rufus              | Ῥοῦφος Rûphos                      | „der Rothaarige“                                                                                                 | Röm 16,13          | Gegrüßter im Römerbrief                               |
| Ruhama             | רֻחָמָה ruḥāmâ                        | „geliebt“, „Erbarmen“                                                                                            | Hos 2,3            | Tochter Hoseas, umbenannt von Lo-Ruhama               |
| Rut                | רוּת rūt                            | vllt. „Tränkung“, „Labung“, „Erquickung“                                                                         | Rut 1,4 u. ö.      | Moabiterin, Frau Boas′ und Urgroßmutter Davids        |